# Scottish Professional Championship 1948
Die Scottish Professional Championship 1948 war ein professionelles Snookerturnier zur Ermittlung des schottischen Profimeisters. Es wurde vom 24. bis zum 27. November 1948 in der BA&CC Match Hall im schottischen Edinburgh ausgetragen. Titelverteidiger R. C. T. Martin erreichte erneut das Finale, das er mit 2:6 gegen Willie Newman verlor. Wer das höchste Break spielte und wie viel Preisgeld es gab, ist jeweils unbekannt.

## Turnierverlauf
Es nahmen vier Spieler an dem im K.-o.-System ausgetragenen Turnier teil, darunter Titelverteidiger R. C. T. Martin. An den ersten beiden Tagen fand das Halbfinale im Modus Best of 7 Frames statt, danach wurde das Finale im Modus Best of 11 Frames statt.

|  | Halbfinale Best of 7 Frames | Halbfinale Best of 7 Frames |                 |               | Finale Best of 11 Frames | Finale Best of 11 Frames |
|  |                             |                             |                 |               |                          |                          |
|  |                             |                             |                 |               |                          |                          |
|  | R. C. T. Martin             | 4                           |                 |               |                          |                          |
|  | T. Newall                   | 0                           |                 |               |                          |                          |
|  |                             |                             | R. C. T. Martin | 2             |                          |                          |
|  |                             |                             |                 | Willie Newman | 6                        |                          |
|  | Willie Newman               | 4                           |                 |               |                          |                          |
|  | T. Willie J. Steer          | 1                           |                 |               |                          |                          |
|  |                             |                             |                 |               |                          |                          |

### Finale
Das Finale war bereits früh entschieden, nachdem die ersten vier Frames alle an Willie Newman gingen. Zwar konnte R. C. T. Martin noch auf 4:1 und 5:2 verkürzen, den 6:2-Sieg von Newman konnte er aber nicht mehr verhindern.
| Finale: Best of 11 Frames BA&CC Match Hall, Edinburgh, Schottland |                |               |
| R. C. T. Martin                                                   | 2:6            | Willie Newman |
| 46:61, 30:64, 43:51, 45:55, 52:45, 56:98, 61:13, 31:76            |                |               |
| –                                                                 | Höchstes Break | –             |
| –                                                                 | Century-Breaks | –             |
| –                                                                 | 50+-Breaks     | –             |